# Puchar Finlandii w piłce siatkowej mężczyzn (2020/2021)
Puchar Finlandii w piłce siatkowej mężczyzn 2020/2021 (oficjalnie: Finnish Teknikum Cup Miehet 2020/2021) – 49. sezon rozgrywek o siatkarski Puchar Finlandii zorganizowany przez Fiński Związek Piłki Siatkowej (Suomen Lentopalloliitto). Zainaugurowany został 10 października 2020 roku.
W rozgrywkach brały udział drużyny grające w Mestaruusliiga i 1-sarja. Składały się one z 1. rundy, 1/8 finału, ćwierćfinałów oraz turnieju finałowego, w ramach którego odbyły się półfinały i finał. We wszystkich rundach rywalizacja toczyła się w systemie pucharowym, a o awansie decydowało jedno spotkanie. 
Turniej finałowy odbył się w dniach 30-31 stycznia 2021 roku w Kauppi Sports Center w Tampere. Po raz szósty Puchar Finlandii zdobyła drużyna Vammalan Lentopallo, pokonując w finale Hurrikaani-Loimaa.

## Drużyny uczestniczące
| Mestaruusliiga (10 drużyn) | Mestaruusliiga (10 drużyn) |
| -------------------------- | -------------------------- |
| Akaa-Volley                | półfinał                   |
| Hurrikaani-Loimaa          | finał                      |
| Karelian Hurmos            | 1/8 finału                 |
| Kokkolan Tiikerit          | ćwierćfinał                |
| Lakkapaa.com               | 1/8 finału                 |
| Lentopalloseura Etta       | 1/8 finału                 |
| Raision Loimu              | 1/8 finału                 |
| Savo Volley                | półfinał                   |
| Vammalan Lentopallo        | zwycięstwo                 |
| Vantaa Ducks               | 1/8 finału                 |

| 1-sarja (11 drużyn)   | 1-sarja (11 drużyn) |
| --------------------- | ------------------- |
| East Volley           | 1/8 finału          |
| Karhulan Veikot       | 1. runda            |
| Kyyjärven Kyky-Betset | 1/8 finału          |
| Lempo-Volley          | ćwierćfinał         |
| Murikat               | ćwierćfinał         |
| Napapiirin Palloketut | 1. runda            |
| Nurmon Jymy           | 1. runda            |
| Pielaveden Sampo      | 1. runda            |
| Rantaperkiön Isku     | 1/8 finału          |
| TUTO Volley           | ćwierćfinał         |
| Pälkäneen Luja-Lukko  | 1. runda            |

## Rozgrywki

### 1. runda
| 10.10.2020 16:00 (UTC+3) | Lempo-Volley | 3:0 (25:18, 25:19, 25:16) | Pälkäneen Luja-Lukko | Hakkarin liikuntahalli, Lempäälä Sędziowie: Jori Sundell i Miikka Ojala |

| 10.10.2020 14:00 (UTC+3) | East Volley | 3:2 (26:24, 13:25, 17:25, 25:23, 15:11) | Pielaveden Sampo | Savonlinnan liikuntahalli, Savonlinna Sędziowie: Jouni Lehtonen i Jouni Laukkanen |

|  | TUTO Volley | 3:0 wo. | Napapiirin Palloketut | Nunnavuoren palloiluhalli, Turku Sędziowie: Harri Suomi i Jarmo Kuusisto |

| 10.10.2020 17:00 (UTC+3) | Kyyjärven Kyky-Betset | 3:0 (26:24, 25:18, 25:16) | Karhulan Veikot | Kyyjärven liikuntahalli, Kyyjärvi Sędziowie: Heikki Uusi-Pohjola i Ari Hautala |

| 10.10.2020 16:00 (UTC+3) | Nurmon Jymy | 0:3 (18:25, 15:25, 23:25) | Rantaperkiön Isku | Nurmohalli, Nurmo Sędziowie: Pasi Välimäki i Pauli Puskala |

### 1/8 finału
|  | East Volley | 0:3 wo. | Lempo-Volley | Savonlinnan liikuntahalli, Savonlinna Sędziowie: Jouni Lehtonen i Juhani Kainulainen |

| 08.11.2020 17:00 (UTC+2) | TUTO Volley | 3:0 (25:19, 25:18, 25:22) | Kyyjärven Kyky-Betset | Nunnavuoren palloiluhalli, Turku Sędziowie: Mira Cavén i Jarmo Kuusisto |

| 16.01.2021 17:00 (UTC+2) | Hurrikaani-Loimaa | 3:1 (19:25, 25:18, 25:20, 25:21) | Lakkapaa.com | Loimaan liikuntahalli, Loimaa Sędziowie: Pasi Hakkarainen i Keijo Yli-Kivistö |

| 10.10.2020 18:30 (UTC+3) | Kokkolan Tiikerit | 3:0 (25:20, 25:17, 25:17) | Vantaa Ducks | Hollihaan liikuntahalli, Kokkola Sędziowie: Veli Salmela i Juha Sipola |

| 12.12.2020 17:00 (UTC+2) | Rantaperkiön Isku | 0:3 (16:25, 26:28, 23:25) | Murikat | Pyynikin palloiluhalli, Tampere Sędziowie: Pekka Ikonen i Jori Sundell |

| 06.12.2020 17:00 (UTC+2) | Vammalan Lentopallo | 3:0 wo. | Lentopalloseura Etta | Vexve Areena, Sastamala |

| 11.10.2020 17:00 (UTC+3) | Savo Volley | 3:0 (25:20, 25:18, 25:15) | Karelian Hurmos | Varkauden liikuntatalo, Varkaus Sędziowie: Tuomo Försti i Jouni Lehtonen |

| 22.10.2020 17:00 (UTC+3) | Raision Loimu | 0:3 (18:25, 18:25, 13:25) | Akaa-Volley | Kerttulan liikuntahalli, Raisio Sędziowie: Raine Hakala i Keijo Yli-Kivistö |

### Ćwierćfinały
| 29.10.2020 18:30 (UTC+2) | Akaa-Volley | 3:1 (29:27, 20:25, 25:18, 25:22) | Kokkolan Tiikerit | Toijalan monitoimihalli, Akaa Sędziowie: Raine Hakala i Jori Ostrovskij |

| 16.01.2021 17:00 (UTC+2) | Lempo-Volley | 1:3 (25:21, 20:25, 17:25, 22:25) | Vammalan Lentopallo | Hakkarin liikuntahalli, Lempäälä Sędziowie: Mihkal Laiti i Pekka Ikonen |

| 10.01.2021 17:00 (UTC+2) | TUTO Volley | 1:3 (17:25, 25:19, 13:25, 21:25) | Savo Volley | Nunnavuoren palloiluhalli, Turku Sędziowie: Mira Cavén i Harri Metso |

|  | Murikat | mecz odwołany | Hurrikaani-Loimaa |  |

### Półfinały
| 30.01.2021 13:00 (UTC+2) | Savo Volley | 2:3 (21:25, 25:22, 28:26, 24:26, 11:15) | Hurrikaani-Loimaa | Kauppi Sports Center, Tampere Sędziowie: Ari Hautala i Pauli Puskala |

| 30.01.2021 16:00 (UTC+2) | Akaa-Volley | 1:3 (20:25, 17:25, 25:16, 21:25) | Vammalan Lentopallo | Kauppi Sports Center, Tampere Sędziowie: Keijo Yli-Kivistö i Janne Mäntylä |

### Finał
| 31.01.2021 19:15 (UTC+2) | Hurrikaani-Loimaa | 1:3 (21:25, 21:25, 25:23, 28:30) | Vammalan Lentopallo | Kauppi Sports Center, Tampere Sędziowie: Kenneth Aro i Pasi Hakkarainen |